# 瑪麗亞·伊麗莎白女大公
瑪麗亞·伊麗莎白（英語：Maria Elisabeth，1743年8月13日—1808年9月22日）是神圣罗马帝国奥地利女大公。她是神圣罗马帝国皇后玛丽亚·特蕾西亚和丈夫弗朗茨的第六名孩子。
跟她的姐妹一样，瑪麗亞·伊丽莎白從小就被培養成為未來合適的王后。她被认为是玛丽亚·特蕾西亚众多女兒之中最漂亮的一个。同时，她的哥哥和母亲也因为她的美貌一直迟迟不能决定她的婚事。两人都希望能为瑪麗亞·伊丽莎白找到地位越高越好的丈夫，所以她二十四岁时还是未婚。
1768年，奥地利和法国在討論她妹妹玛丽·安托瓦内特和法国王太子的婚事时，有建议瑪麗亞·伊丽莎白和刚喪妻的路易十五结婚。但是婚事快完成讨论之前瑪麗亞·伊丽莎白患上天花。她最后康复但容貌因疤痕形成而受损伤。最终，她的婚事安排也告吹。